# 阿尔滕基兴县罗森海姆
阿尔滕基兴县罗森海姆（德語：Rosenheim (Landkreis Altenkirchen)），简称罗森海姆（德語：Rosenheim，發音：[ˈʁoːzn̩ˌhaɪm] ⓘ），是德国莱茵兰-普法尔茨州阿尔滕基兴县的市镇，总面积4.09平方千米，2023年12月31日总人口为736人。